# 次磷酸钠
次磷酸钠，化学式NaH2PO2。

## 性质
次磷酸钠是一种无色单斜结晶或有珍珠光泽的晶体或白色结晶性粉末，易潮解，无臭，味咸。易溶于水、乙醇、甘油，稍溶于氨和氨水，不溶于乙醚。水溶液呈鹼性。在干燥状态下较为稳定，加热至200°C以上则迅速分解放出剧毒且自燃的磷化氢气体。为强还原剂，可将金、银、汞、镍、铬、钴等金属从盐中还原为金属状态。遇强热或与氯酸钾等氧化剂混合时会爆炸。常压下，加热蒸发次磷酸钠溶液也会发生爆炸，故蒸发应在减压下进行。
在美国，次磷酸钠与次磷酸和其他数种次磷酸盐被列为第一类易制毒化学品，受到管制。

## 制备
由白磷与消石灰和水在98°C下反应生成次磷酸钙，经纯化后，加入碳酸钠溶液进行复分解反应生成次磷酸钠溶液，同时沉淀出碳酸钙。过滤除去碳酸钙，将滤液真空蒸发浓缩，再次过滤和对滤液进行浓缩，直至液面呈现结晶膜为止，经冷却结晶、离心分离除去母液，制得次磷酸钠成品。

## 用途
次磷酸钠用作化学镀镍时电镀液的还原剂，用于化学和医药工业中用作还原剂，食品工业中用作防腐剂和抗氧化剂。